# Werner-Heisenberg-Gymnasium Bad Dürkheim
Das Werner-Heisenberg-Gymnasium Bad Dürkheim (WHG) ist das einzige Gymnasium in Bad Dürkheim und eins von dreien im Landkreis Bad Dürkheim.

## Lage
Das Gymnasium befindet sich im östlichen Stadtgebiet von Bad Dürkheim im Stadtteil Trift. Unmittelbar nördlich schließen sich die Carl-Orff-Realschule Plus sowie die Salierschule an.

## Geschichte
Das heutige Werner-Heisenberg-Gymnasium Bad Dürkheim besitzt mehrere historische Ursprünge. Bereits vor 1606 existierte im damaligen Dürkheim eine Lateinschule. Diese zerstörte Ezéchiel de Mélac im Zuge des Pfälzischen Erbfolgekriegs. Bereits 1702 entstand eine neue Lateinschule, die 1796 aus finanziellen Gründen geschlossen wurde. 1821 entstand zum dritten Mal eine Lateinschule vor Ort, aus der 1894 schließlich das Königlich bayrische Progymnasium wurde. 1831 entstand außerdem die Private Knabenerziehungsanstalt Legendecker, aus dem sich nach dem Zweiten Weltkrieg das Staatliche Neusprachliche Progymnasium für Jungen entwickelte. Darüber hinaus existierte bereits im 18. Jahrhundert eine Mädchenschule. Aus dieser wurde schließlich später das Städtische Neusprachliche Gymnasium, das Mädchen vorbehalten war. 1970 wurden das Staatliche Neusprachliche Progymnasium und das Städtische Neusprachliche Gymnasium zum Staatlichen Neusprachlichen und Mathematisch-Naturwissenschaftlichen Gymnasium Bad Dürkheim zusammengelegt, das seit 1981 den Namen Werner-Heisenberg-Gymnasium Bad Dürkheim trägt.

## Profil
Bereits in der fünften Klasse erhalten die Schüler mit Englisch und Französisch die Möglichkeit zwischen zwei Fremdsprachen zu wählen. Kinder, die sich für den „Bilingualen Zweig“ interessieren, erhalten zusätzlichen Englischunterricht. Ab der 6. Klasse kommen Französisch oder Latein als zweite Fremdsprache dazu. Ab der 7. Klasse wird in den sogenannten „Bili“-Klassen ein gemeinschaftskundliches Fach zum Teil in englischer Sprache unterrichtet. Ab der 9. kann zusätzlich Spanisch oder Informatik freiwillig gewählt werden.
Am Werner-Heisenberg-Gymnasium kann das Abitur nach Beendigung der 13. Klassenstufe absolviert werden.

## Persönlichkeiten

### Lehrer
- Werner Schreiner, Historiker und Verkehrsexperte, von 1990 bis 1992
- Norbert Sund, deutscher Volleyballspieler

### Schüler
- Joachim Veyhelmann, Politiker, Abitur 1973
- Jürgen Weitz, Chirurg (Abitur 1985)
- Janina Huhn, von 2014 bis 2015 Deutsche Weinkönigin
- Johannes Steiniger, Politiker, von 1997 bis 2006